# HMIS Rohilkhand (J180)
Le HMIS Rohilkhand (pennant number J180)  est un dragueur de mines de la Classe Bangor lancé pour la Royal Navy (RN) sous le nom de HMS Padstow, mais transféré à la Royal Indian Navy (RIN) avant sa mise en service et qui a servi pendant la Seconde Guerre mondiale.

## Conception
Le Padstow est commandé dans le cadre du programme de la classe Bangor de 1939-40 le 20 décembre 1939 pour le chantier naval de William Hamilton and Company à Port Glasgow en Écosse. La pose de la quille est effectuée le 29 août 1941, le Padstow est lancé le 29 octobre 1942 et est transféré à la Royal Indian Navy et mis en service le 5 février 1943 sous le nom de Rohilkhand.
La classe Bangor doit initialement être un modèle réduit de dragueur de mines de la classe Halcyon au service de la Royal Navy,. La propulsion de ces navires est assurée par 3 types de motorisation: moteur diesel, moteur à vapeur à pistons double ou triple expansions et turbine à vapeur. Cependant, en raison de la difficulté à se procurer des moteurs diesel, la version diesel a été réalisée en petit nombre.
Les dragueurs de mines de classe Bangor version indienne déplacent 667 tonnes en charge normale. Afin de pouvoir loger les chaufferies, ce navire possède des dimensions plus grandes que les premières versions à moteur diesel avec une longueur totale de 53 mètres LHT ou LOA, une largeur de 8,69 mètres et un tirant d'eau de 3,12 mètres. Ce navire est propulsé par 2 turbines  alimentées par 2 chaudières à tubes d'eau à 3 tambours Admiralty et entraînant deux arbres d'hélices. Les moteurs développent une puissance de 2 000 chevaux-vapeur (1 500 kW) et atteignent une vitesse maximale de 16 nœuds (30 km/h). Le dragueur de mines peut transporter un maximum de 163 tonnes de fioul qui lui donne un rayon d'action de 2 800 milles nautiques (5 200 kilomètres) à 10 nœuds (19 km/h).
Leur manque de taille donne aux navires de cette classe de faibles capacités de manœuvre en mer, qui seraient même pires que celles des corvettes de la classe Flower. Les versions à moteur diesel sont considérées comme ayant de moins bonnes caractéristiques de maniabilité que les variantes à moteur alternatif à faible vitesse. Leur faible tirant d'eau les rend instables et leurs coques courtes ont tendance à enfourner la proue lorsqu'ils sont utilisés en mer de face.
Les navires de la classe Bangor sont également considérés comme exigus pour les membres d'équipage, entassant plus de 60 officiers et matelots dans un navire initialement prévu pour un total de 40 hommes.
Les Bangors équipés de turbine à vapeur sont armés d'un canon anti-aérien de 12 livres 3-inch QF (7,62 cm) et d'un canon AA QF de 2 livres (4 cm). Sur certains navires, le canon de 2 livres est remplacé par un canon AA Oerlikon de 20 mm simple ou double, tandis que la plupart des navires sont équipés de quatre affûts Oerlikon simples supplémentaires au cours de la guerre. Pour les missions d'escortes, leur équipement de dragage de mines peuvent être échangé contre une quarantaine de grenades sous-marines.

## Histoire

### Seconde Guerre mondiale
Construit initialement pour le compte de la Royal Navy sous le nom de HMS Padstow, il est transféré à la Royal Indian Navy une fois terminé et mit en service le 5 février 1943 sous le nom de Rohilkhand.
Le Rohilkhand fait partie de la Eastern Fleet (flotte de l'Est) et a escorté de nombreux convois entre l'Afrique, l'Inde britannique et l'Australie en 1943-45,,.
Le 21 mars 1943, le sous-marin de la Marine royale néerlandaise de classe O HrMs O 10 conduit des exercices de lutte anti-sous-marine au large de Tobermory avec le Rohilkhand et les sloops HMS Kite et HMS Wild Goose et la frégate HMS Trent.
Le lendemain, le 22 mars 1943, le sous-marin HrMs O 10 conduit des exercices de lutte anti-sous-marine au large de Tobermory avec le Rohilkhand et les sloops Wild Goose et le chalutier armé HMS Leeds United.

### Après-guerre
En 1947, la partition des Indes entraîne la scission de la Royal Indian Navy entre l'Inde et le Pakistan. Sur les huit dragueurs de mines de la classe Bangor de la marine d'avant la partition, quatre sont transférés au Pakistan, le Rohilkhand étant l'un des navires qui reste dans la Royal Indian Navy en 1948 en gardant son nom HMIS Rohilkhand .
Il est mis au rebut en 1949.

### Participation auxconvois
Le Rohilkhand a navigué avec les convois suivants au cours de sa carrière:
1. Convoi PB 51

### Commandement
- Lieutenant (Lt.) John Edward Gibbs (RIN) du 1er décembre 1942 au 25 mars 1944
- Lieutenant (Lt.) Hajee Mohammed Siddiq Choudry (RIN) du 25 mars 1944 au 24 février 1945
- A/Commander (A/Cdr.) George Bailey (RIN) du 24 février 1945 au ?

Notes:
RIN: Royal Indian Navy